# McLaren MCL32
McLaren MCL32 (спочатку відомий як McLaren MP4-32) — болід Формули-1 розроблений командою McLaren Honda F1 Team для участі в сезоні  2017 року, для Стоффеля Вандорна і Фернандо Алонсо..
MCL32 перший болід McLaren, після McLaren M30 (який брав участь у чемпіонаті  1980 року), без приставки «MP4-» в назві. Зміни були введені після відходу генерального директора Рона Денніса з материнської компанії, McLaren Technology Group, в листопаді 2016 року.
Фернандо Алонсо пропустив Гран-прі Монако. Замість цього він взяв участь в Індіанаполіс 500 в команді Andretti Autosport. Дженсон Баттон замінив Алонсо під час Гран-прі.

## Результити
| 2017 | Honda RA617H | P |                  |      |      |     |    |      |      |     |    |      |      |    |      |      |      |    |    |      |    |      |    |    |   |
| 2017 | Honda RA617H | P | Стоффель Вандорн | 13   | Схід | НС  | 14 | Схід | Схід | 14  | 12 | 12   | 11   | 10 | 14   | Схід | 7    | 7  | 14 | 12   | 12 | Схід | 12 | 30 | 9 |
| 2017 | Honda RA617H | P | Фернандо Алонсо  | Схід | Схід | 14° | НС | 12   |      | 16° | 9  | Схід | Схід | 6  | Схід | 17°  | Схід | 11 | 11 | Схід | 10 | 8    | 9  | 30 | 9 |
| 2017 | Honda RA617H | P | Дженсон Баттон   |      |      |     |    |      | Схід |     |    |      |      |    |      |      |      |    |    |      |    |      |    | 30 | 9 |

Примітки
- ° — Пілоти, що не фінішували на гран-прі, але були класифіковані, оскільки подолали понад 90 % дистанції.